# Гритсамада
Гритсамада (санскр. गृत्समद) — древнеиндийский мудрец. Согласно Саяне, средневековому комментатору Вед, Гритсамада — это имя, под которым род Бхригу усыновил сына Шунахотры из рода Ангирасов. Каушитака-брахмана говорит о нём как о Бхаргаве, то есть «потомке Бхригу», давая вариант также Бабхрава, «потомок Бабхру», но последующая традиция остановила свой выбор на Бхригу, как предке Гритсамады.
Именно его авторству анукрамани приписывает вторую мандалу Риг-веды. Точнее, Гритсамаде приписано 36 гимнов из 43 в этой мандале, 27—29 гимны принадлежат его сыну Курме. 4—7 гимны принадлежат мудрецу Сомахути. Эта традиция авторства второй мандалы продолжена была в Айтарея-брахмане и в Айтарея-араньяке. Также несколько раз в Риг-веде упомянут род Гритсамады (РВ II, 4; II, 19; II, 39; II, 41).